# Élisabeth Chaud
Élisabeth Chaud (Puy-Saint-Vincent, 7 dicembre 1960) è un'ex sciatrice alpina francese.

## Biografia
Sciatrice polivalente, in Coppa del Mondo Élisabeth Chaud ottenne il primo risultato di rilievo il 19 marzo 1979 a Furano in slalom gigante (20ª), l'unico successo, nonché primo podio, il 22 dicembre 1981 a Chamonix nella medesima specialità e l'ultimo podio il 14 gennaio 1983 a Schruns in discesa libera, 2ª alle spalle della svizzera Doris De Agostini. Ai XIV Giochi olimpici invernali di Sarajevo 1984, sua unica presenza olimpica, non completò la discesa libera e ai Mondiali di Campionati mondiali di sci alpino 1985 non portò a termine la combinata; l'ultimo piazzamento della sua attività agonistica fu il 10º posto ottenuto nella discesa libera di Coppa del Mondo disputata il 10 gennaio 1986 a Bad Gastein.

## Palmarès

### Coppa del Mondo
- Miglior piazzamento in classifica generale: 11ª nel 1982
- 4 podi (3 in discesa libera, 1 in slalom gigante):
  - 1 vittoria (in slalom gigante)
  - 2 secondi posti
  - 1 terzo posto

#### Coppa del Mondo - vittorie
| Data             | Località | Paese   | Specialità |
| ---------------- | -------- | ------- | ---------- |
| 22 dicembre 1981 | Chamonix | Francia | GS         |

Legenda:

GS = slalom gigante

### Campionati francesi
- 1 oro (combinata nel 1981)[senza fonte]